# Calvin Klein
Calvin Richard Klein (ur. 19 listopada 1942 w Nowym Jorku) – amerykański projektant mody, który w roku 1968 utworzył firmę Calvin Klein Inc.

## Życiorys

### Wczesne lata
Urodził się w nowojorskim Bronksie.
Po ukończeniu High School of Industrial Arts na Manhattanie uczęszczał do Art Students League of New York oraz nowojorskiego Fashion Institute of Technology. W 2003 roku — już jako absolwent uczelni — otrzymał tytuł doktora honoris causa.
W 1962 odbył staż w domu mody przy Siódmej Alei w Nowym Jorku, pracując u producenta płaszczy i garniturów Dana Millsteina. Przez pięć lat projektował w innych nowojorskich sklepach.

### Kariera
W 1968 wraz z przyjacielem z dzieciństwa, Barrym K. Schwartzem, otworzył swoją pierwszą firmę Calvin Klein Inc.
Klein wraz z Robertem Denningiem i Ralphem Laurenem był jednym z liderów w żydowskiej społeczności imigrantów w Bronksie. Protegowany barona de Gunzburga został włączony do elity nowojorskiej mody, zanim jeszcze odnotował pierwszy sukces, a było nim uruchomienie pierwszej linii dżinsów dla własnej marki. Został natychmiast uznany za talent po swoim pierwszym dużym pokazie na New York Fashion Week i okrzyknięty nowym Yves Saint Laurentem.
Firma Calvin Klein Inc. w latach 70. i 80. projektowała głównie odzież dżinsową. W 1979 wywołał skandal – aktorka Brooke Shields ukazała się na plakatach tylko w jednej części garderoby: dżinsach Calvina Kleina. W 1992 kolekcję pociągającej bielizny CK reklamowała ulubiona modelka projektanta Kate Moss. Projektant tworzy modę uniseks – jego T-shirty i dżinsy mogą wkładać zarówno kobiety, jak i mężczyźni.
Calvin Klein w 2002 sprzedał swoje imperium koncernowi Phillips-VanHeusen za 430 milionów dolarów. Pieniądze ze sprzedaży zamierzał przeznaczyć do ekspansji na kolejne rynki: europejski i azjatycki.
Wśród znanych modeli i modelek Calvina Kleina byli m.in.: Tyson Beckford, Michael Bergin, Justin Bieber, Kendall Jenner, Naomi Campbell, Justin Chambers (dr Alex Karev z serialu Chirurdzy), Cindy Crawford, Jamie Dornan, Zac Efron, Travis Fimmel, Glenn Fitzgerald, Fredrik Ljungberg, Alex Lundqvist, Kate Moss, Sean O’Pry, Antonio Sabato Jr., Marcus Schenkenberg, Mark Wahlberg i Tony Ward.

### Życie prywatne
Klein był dwukrotnie żonaty, w 1964 poślubił Jayne Centre, z którą ma córkę Marci Klein (ur. 1966). Projektant rozwiódł się z pierwszą żoną w 1974. W 1986 Klein ożenił się po raz drugi z Kelly Rector. Małżeństwo zakończyło się rozwodem w 2006.
Od 2010, Klein spotykał się z 23-letnim modelem Nicholasem „Nickiem” Gruberem. Ich dwuletni romans zakończył się w kwietniu 2012 roku, gdy Gruber zapisał się na leczenie odwykowe, dzień po aresztowaniu za posiadanie narkotyków.